# ويلي ميرفي
ويلي ميرفي (بالإنجليزية: Willy Murphy)‏ هو رسام كارتون أمريكي، ولد في 1937 في نيويورك في الولايات المتحدة، وتوفي في 1976 بسبب ذات الرئة.